# ريان لونش
ريان لونش (بالإنجليزية: Ryan Lynch)‏ (13 مارس 1987 بكوفنتري في المملكة المتحدة - ) هو لاعب كرة قدم بريطاني في مركز الدفاع. لعب مع كوفنتري سيتي ونادي كرو ألكساندرا وستافورد رينجرز ونادي تاموورث ونادي ألترينتشام.

## وصلات خارجية
- ريان لونش على موقع قاعدة بيانات كرة القدم.إي يو (الإنجليزية)
- ريان لونش على موقع Soccerbase.com (لاعب) (الإنجليزية)